# Choteau
Ne pas confondre avec le comté situé dans le même État, le comté de Chouteau.
La ville de Choteau est le siège du comté de Teton, situé dans l’État du Montana, aux États-Unis. Sa population, qui s’élevait à 1 684 habitants lors du recensement de 2010, est estimée à 1 718 habitants au 1er juillet 2020.

## Histoire
Le nom de la localité vient du négociant et marchand de fourrures français Pierre Cadet Chouteau, de Saint-Louis (Missouri).

## Géographie
Choteau se trouve entre le Parc national de Glacier et le Parc national de Yellowstone, situés chacun à une journée de route.

## Démographie
| Groupe            | Choteau | Montana | États-Unis |
| ----------------- | ------- | ------- | ---------- |
| Blancs            | 95,0    | 89,4    | 72,4       |
| Métis             | 2,3     | 2,5     | 2,9        |
| Amérindiens       | 2,1     | 6,3     | 0,9        |
| Autres            | 0,7     | 1,8     | 23,8       |
| Total             | 100     | 100     | 100        |
|                   |         |         |            |
| Latino-Américains | 1,7     | 2,9     | 16,7       |

Selon l’American Community Survey pour la période 2010-2014, 97,30 % de la population âgée de plus de cinq ans déclare parler l'anglais à la maison, 2,32 % déclare parler l'allemand et 0,38 % une autre langue.

## Personnalité liée à la ville
- A. B. Guthrie (1901-1991), romancier de l’Ouest américain, a vécu et est décédé à Choteau.

## Dans la culture
- Il est fait mention de la ville dans le film Jurassic Park (1993) de Steven Spielberg.